# Suezichthys bifurcatus
Suezichthys bifurcatus là một loài cá biển thuộc chi Suezichthys trong họ Cá bàng chài. Loài này được mô tả lần đầu tiên vào năm 1986.

## Từ nguyên
Từ định danh của loài được ghép bởi hai từ trong tiếng Latinh, bi: "số hai" và furcatus: "có ngạnh", hàm ý đề cập đến cấu tạo của các vảy ở đường bên.

## Phạm vi phân bố và môi trường sống
S. bifurcatus có phạm vi phân bố ở Đông Nam Ấn Độ Dương. Đây là một loài đặc hữu của Úc, và chỉ được biết đến dọc theo bờ biển phía tây nam nước này. Phạm vi của loài này trải dài từ đảo Rottnest (phía nam Tây Úc) đến vịnh Đại Úc (Nam Úc).
Loài này sống gần các rạn đá ngầm và có nhiều tảo biển. Độ sâu tìm thấy chúng được ghi nhận trong khoảng từ 26 đến 100 m.

## Mô tả
S. bifurcatus có chiều dài cơ thể tối đa được ghi nhận là 11 cm. Cá đực trưởng thành có màu nâu ở nửa thân trên và đỉnh đầu, vùng cơ thể còn lại màu xám. Có một sọc đen dọc theo chiều dài cơ thể, nằm giữa thân, từ sau mắt kéo dài đến cuống đuôi (cá cái và cá con không có sọc này). Hai bên thân trên và lưng có các hàng đốm nâu. Vây ngực trong suốt, trên gốc vây có một đốm đen. Vây bụng màu trắng. Vây lưng, vây đuôi và vây hậu môn màu vàng, rìa xanh lam óng. Cá cái có đốm đen ở sau vây lưng.
Số gai ở vây lưng: 9; Số tia vây ở vây lưng: 11; Số gai ở vây hậu môn: 3; Số tia vây ở vây hậu môn: 10; Số tia vây ở vây ngực: 11; Số gai ở vây bụng: 1; Số tia vây ở vây bụng: 5; Số đốt sống: 25.